# Rivière Rouge (rivière Beaurivage)
Pour les articles homonymes, voir Rivière Rouge.
La rivière Rouge est un affluent de la rivière Beaurivage laquelle est un affluent de la rive ouest de la rivière Chaudière (versant de la rive sud du fleuve Saint-Laurent). Elle coule dans les municipalités de Saint-Agapit et de Saint-Apollinaire dans la municipalité régionale de comté (MRC) de Lotbinière, dans la région administrative de Chaudière-Appalaches, au Québec, au Canada.

## Géographie
Les principaux bassins versants voisins de la rivière Rouge sont :
- côté nord : rivière Aulneuse, rivière Beaurivage, fleuve Saint-Laurent ;
- côté est : rivière Beaurivage, rivière Chaudière ;
- côté sud : rivière Noire, rivière aux Pins, rivière Henri, rivière Beaurivage ;
- côté ouest : rivière Henri, ruisseau Bourret, rivière aux Cèdres, rivière Noire.

Le ruisseau Rivière Rouge prend sa source dans la municipalité de Saint-Agapit, sur la limite avec la municipalité de Saint-Apollinaire. Cette zone de tête est située au sud de l'autoroute 20, au sud-est du centre du village de Saint-Apollinaire et au nord-ouest du village de Saint-Agapit.
À partir de sa source, la rivière Rouge coule sur 10,3 km répartis selon les segments suivants :
- 1,5 km vers l'est, jusqu'à la route 273 ;
- 3,8 km vers l'est, en longeant la limite municipale, jusqu'à la limite municipale de Saint-Apollinaire ;
- 3,0 km vers le nord-est, dans Saint-Apollinaire, jusqu'à la limite de Lévis (secteur "Saint-Étienne-de-Lauzon") ;
- 2,0 km vers le nord-est, jusqu'à sa confluence.

La rivière Rouge se déverse sur la rive ouest de la rivière Beaurivage au nord du hameau "Pointe-Saint-Gilles", dans Lévis.

## Toponymie
Le toponyme "rivière Rouge" a été officialisé le 6 octobre 1983 à la Commission de toponymie du Québec.